# Хотино (озеро)
Хо́тино (бел. Хо́ціна) — озеро в Лепельском районе Витебской области Белоруссии. Относится к бассейну реки Улла.

## Описание
Озеро Хотино располагается в 9 км к северо-востоку от города Лепель. К северо-восточному берегу выходят деревни Иринполье и Малое Жежлино.
Площадь поверхности озера составляет 0,18 км², длина — 1,09 км, наибольшая ширина — 0,23 км. Длина береговой линии — 2,32 км. Наибольшая глубина — 2,4 м, средняя — 1,7 м. Объём воды в озере — 0,3 млн м². Площадь водосбора — 52 км².
Котловина лощинного типа, вытянута с юго-запада на северо-восток. Склоны пологие, распаханные; юго-западный склон крутой, покрытый лесом. Высота склонов на севере и северо-западе составляет 8—9 м, на юге и юго-востоке — 10—12 м. Береговая линия слабоизвилистая.
Берега низкие, песчаные, поросшие кустарником. Вдоль берегов формируются сплавины шириной до 10 м. Вдоль северо-восточного и юго-восточного берегов присутствует хорошо выраженная заболоченная пойма, местами заторфованная. Ширина поймы на северо-востоке составляет 100—150 м, на юго-востоке — не более 10—15 м.
Подводная часть котловины имеет корытообразную форму. Дно выстлано глинистым илом и кремнезёмистым сапропелем мощностью до 8,1 м. Мелководье песчаное, преимущественно узкое, на западе расширяющееся.
Минерализация воды достигает 220 мг/л, прозрачность — 2,1 м. Через озеро протекает река Берёзовка, проток Уллы. Водоём подвержено эвтрофикации и сильно зарастает.
В озере обитают карась, линь, лещ, щука, плотва, окунь, краснопёрка и другие виды рыб.